# 巴凱特阿頓
巴凱特阿頓 (Beketaten)   (公元前14世紀)，是古埃及第18王朝的公主。她可能是法老阿蒙霍特普三世和泰伊所生的女兒、阿肯那頓的妹妹。 其名字之意義為「阿頓的女僕」。

## 家庭
巴凱特阿頓有可能是阿蒙霍特普三世和泰伊王后兩人所生的最小女兒，意味著她的兄弟姐妹應該包括圖特摩斯王子、法老阿肯那頓、西塔蒙、伊希斯、赫努塔尼布和妮貝塔。某些學者推測巴凱特阿頓和妮貝塔事實上是同一人，但截至目前為止沒有支持此立論的其他證據。
也有人認為巴凱特阿頓可能是阿肯那頓和妾室基亞所生的女兒。 在史料中，基亞有幾次與一位名字是以-aten 結尾的公主在一起(該公主的全名已經佚失)。一些人推測這個史料中所指的公主是巴凱特阿頓，主要原因在於巴凱特阿頓在阿瑪納的一些畫作中的稱謂並非法老的姊妹，而僅為法老之女。在基亞去世後，巴凱特阿頓有可能是由泰伊(身份為祖母)負責扶養，因為在後來的紀錄中，曾提到有人提議她在泰伊死後應繼承基亞的遺產。 

## 出現在阿瑪納古墓 1

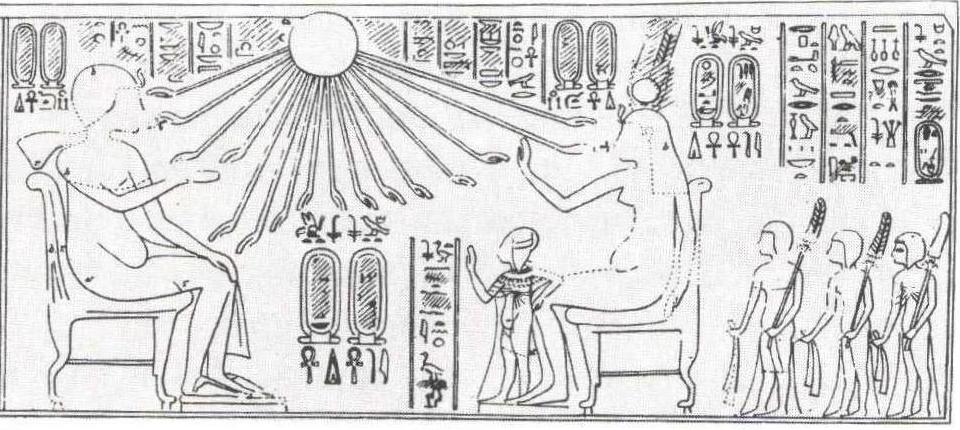
阿蒙霍特普三世、泰伊和巴凱特阿頓。

巴凱特阿頓的形象在泰伊王后的管家Huya之阿瑪納古墓1中出現。 她被描繪在兩個場景中，在第一個場景，泰伊王后坐在法老阿肯那頓和娜芙蒂蒂王后的對面，巴凱特阿頓則坐在她母親泰伊旁邊的小椅子上；在另一個宴會場景中，巴凱特阿頓則站在泰伊旁邊。在東側牆壁上，阿肯那頓則帶領他的母親泰伊來到一座寺廟，並和巴凱特阿頓一同進入該寺廟。 
北側牆壁的門楣上則描繪了兩個皇室家族。右側畫像中描繪阿蒙霍特普三世坐在泰伊王后的對面，泰伊王后則和巴凱特阿頓坐在一起，並有三名女侍者隨侍在泰伊王后的身後。 

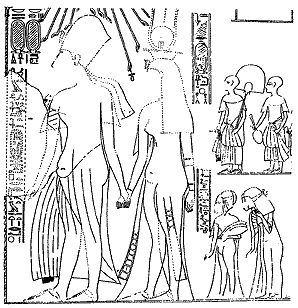
阿肯那頓和他的母親泰伊。 巴凱特阿頓站在泰伊身後。

## 死亡及其與「年輕女士」木乃伊的關聯性
巴凱特阿頓很可能英年早逝，因為在泰伊王后過世後，相關歷史紀錄中就無任何關於她的記載。她被認為是在KV35內所發現「年輕女士」木乃伊真實身份的可能人選；「年輕女士」透過先前的DNA測試，已被確定為阿蒙霍特普三世和泰伊的女兒，同時也是圖坦卡門的生母。 